# Servigny (Manche)
Servigny ist eine Ortschaft und eine Commune déléguée in der französischen Gemeinde Gouville-sur-Mer mit 191 Einwohnern (Stand: 1. Januar 2022) im Département Manche in der Region Normandie. 
Sie grenzt an die Ortschaften im Nordwesten an Montsurvent, im Nordosten an Ancteville, im Südosten an La Vendelée, im Südwesten an Brainville und im Westen an Gouville-sur-Mer.

## Geschichte
Zum 1. Januar 2019 wurde Servigny in die Commune nouvelle Gouville-sur-Mer eingegliedert. Seitdem ist Servigny eine Commune déléguée. Sie gehörte zum Kanton Coutances und zum gleichnamigen Arrondissement. 

## Bevölkerungsentwicklung
| Jahr                       | 1962 | 1968 | 1975 | 1982 | 1990 | 1999 | 2008 | 2015 |
| -------------------------- | ---- | ---- | ---- | ---- | ---- | ---- | ---- | ---- |
| Einwohner                  | 163  | 161  | 137  | 145  | 127  | 160  | 217  | 106  |
| Quellen: Cassini und INSEE |      |      |      |      |      |      |      |      |

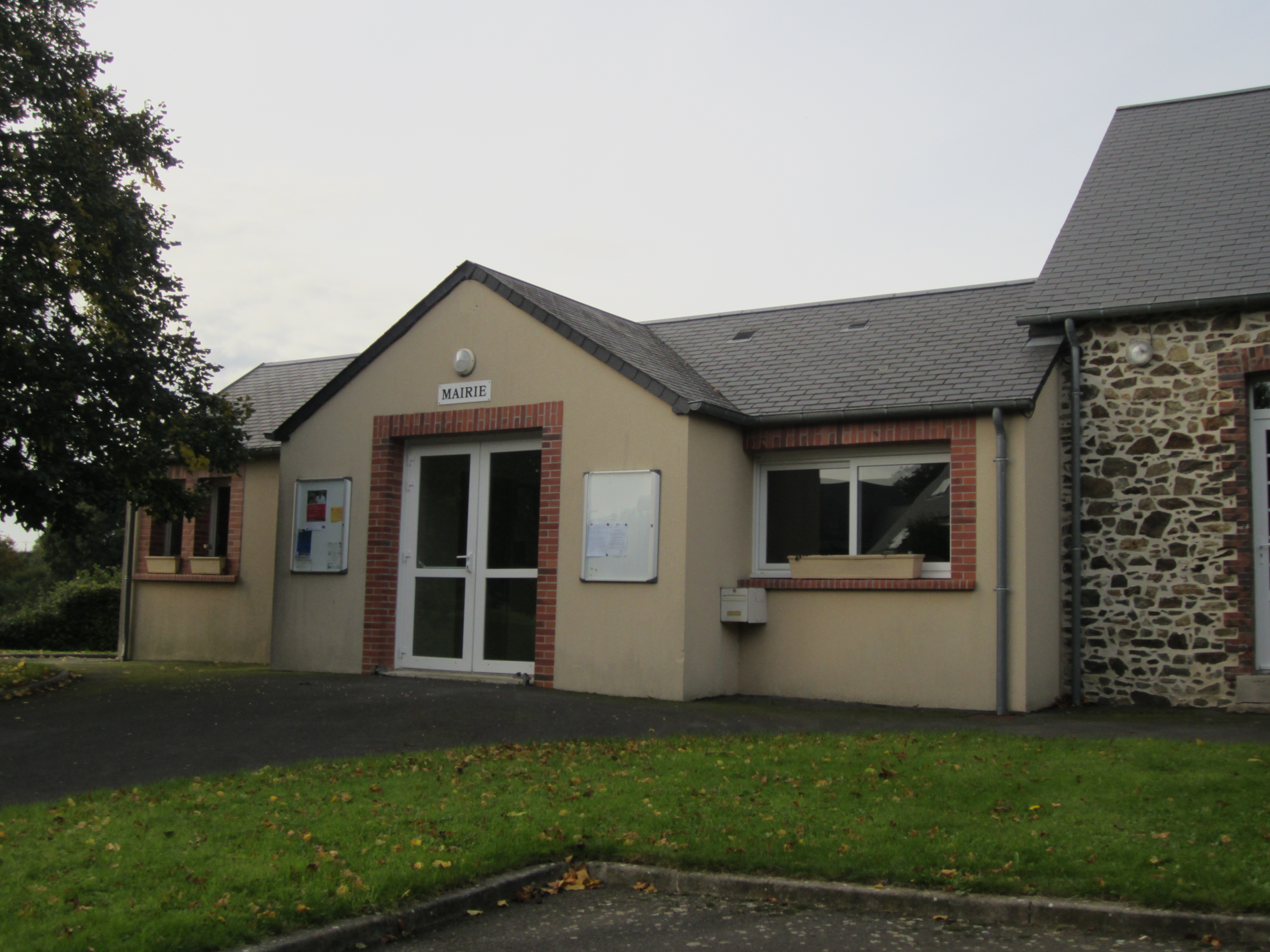
Ehemaliges Rathaus
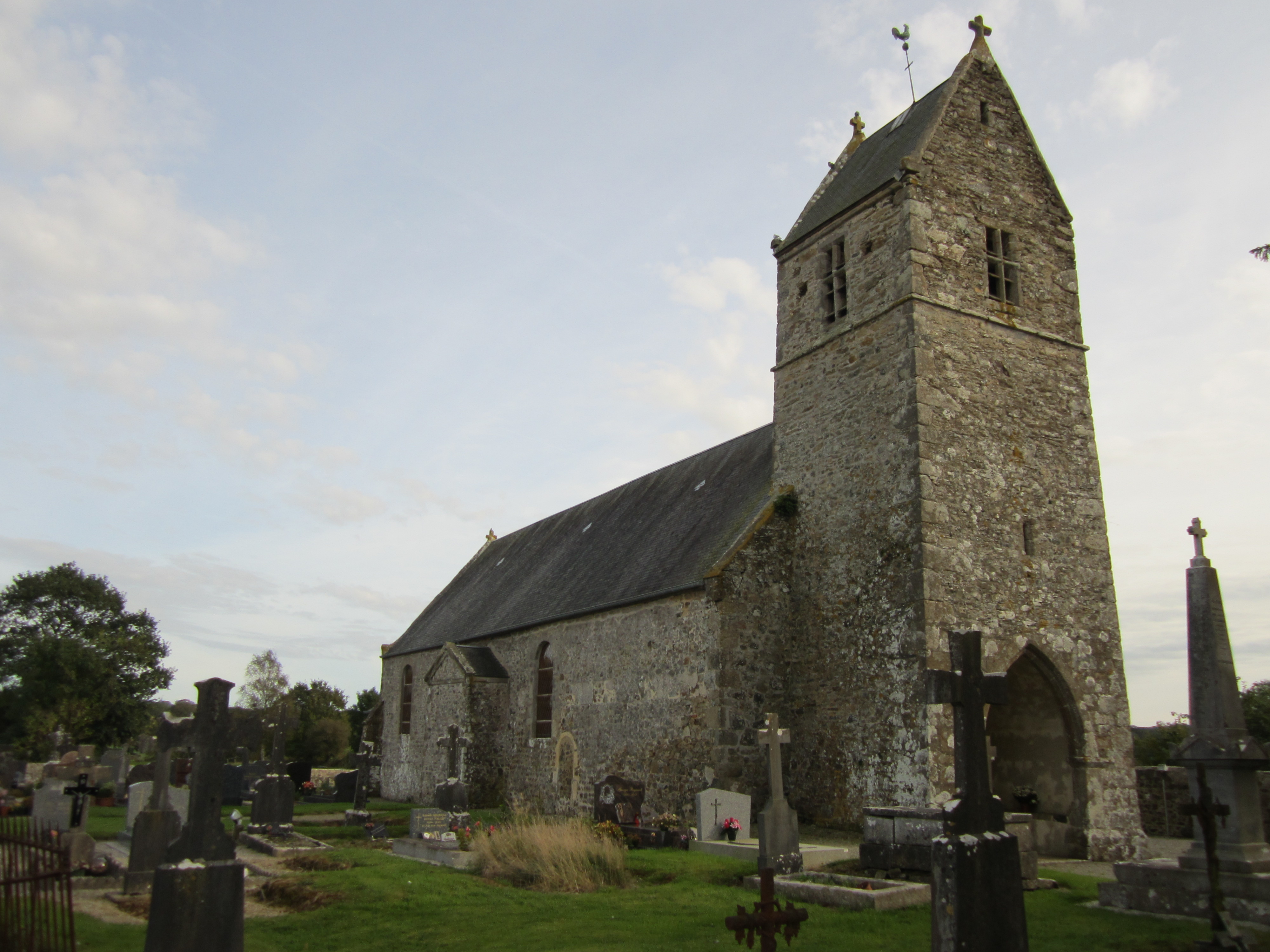
Kirche Saint-Jean-Baptiste